# Zbójnicy

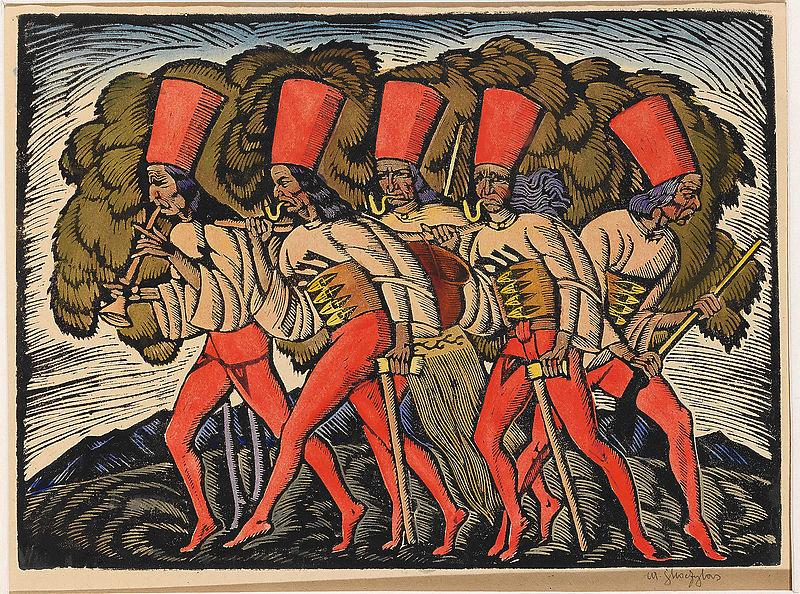
Władysław Skoczylas Pochód zbójników, drzeworyt, 1916

Zbójnik, zbójnicy – tradycyjne określenie członków góralskich band rozbójniczych, składających się głównie z chłopów i działających na terenach Karpat, przez folklor uznanych za bohaterów ludowych.
Termin zbójnika jest mniej negatywny niż pokrewne: rabuś, bandyta, rozbójnik. Czasem zbójnik może być przedstawiany jednocześnie jako pozytywny bohater (czego przykładem jest legenda Janosika, którego pierwowzorem był Juraj Jánošík). W ludowych opowieściach zbójnicy byli obrońcami wyzyskiwanych górali. Działalność zbójnika określana jest terminem: zbójnictwo i dotyczyła ona głównie rabowania szlachty, czyli bogatych. Dzisiaj mylnie określa się tym terminem obrabowywanie bogatych i obdarowywanie biednych.
Zbójnicy z reguły działali w grupach liczących od kilku do kilkunastu osób, nazywanych „towarzystwami”, „kompaniami”, „bursami” lub „kupami zbójnickimi”. Na czele tak zorganizowanych grup stali przywódcy, których nazywano hetmanami, harnasiami, kapitanami, starszymi, a w Karpatach Wschodnich watażkami.
Słynni przywódcy zbójniccy z terenów Karpat Zachodnich: Juraj Jánošík, Ondraszek, Marcin Portasz, Sebastian Bury oraz Jerzy Proćpak. W Karpatach zbójnictwo rozpowszechniło się w połowie XVI wieku, a zaczęło zanikać w początkach XIX wieku ze względu na poprawę ekonomicznej sytuacji chłopów. „Złoty” okres zbójnictwa przypada na XVII–XVIII wiek.
W Karpatach Wschodnich zbójnicy nazywani byli opryszkami, zaś na terenach południowokarpackich i bałkańskich Imperium Osmańskiego hajdukami.
Zbójnicy byli bohaterami wielu polskich utworów literackich (np. Karpaccy górale (1843) Józefa Korzeniowskiego, Na przełęczy (1889-1890) Stanisława Witkiewicza, Ballada o Janosiku i Szalamonównie Jadwidze (1904), Turniej Janosikowy (1904), Orlice (1904), Jak Janosik tańczył z cesarzową (1909) – Kazimierza Tetmajera).

## Kultura
Do tamtych wydarzeń nawiązują liczne nazwy geograficzne:
- Jaskinia Zbójecka w Łopieniu (Grota Zbójnicka w Łopieniu)
- Zbójnicka Góra
- Zbójnicka Jama
- Zbójnicka Turnia

a także nazwy współczesne (zwykle związane z turystyką):
- Placek zbójnicki
- Schronisko Zbójnickie

oraz nazwa tańca zbójnickiego
Niektórzy zbójnicy mieli ogromny wpływ na opowiadania i legendy ludowe. Istnieje też wiele innych mniej ważnych miejsc związanych ze zbójnictwem np. Zbójnicki Skok.